# Seznam nemških mineralogov
Seznam nemških mineralogov.

## A
- Otto Wilhelm Hermann von Abich (1806 – 1886)
- Georgius Agricola (1494 – 1555)

## G
- Victor Goldschmidt (1888 – 1947) (švicarsko-nem.-norveški)

## K
- Wolfgang Franz von Kobell (1803 – 1882)
- Otto Kraus (1905 – 1984)

## M
- Friedrich Mohs (1773 – 1839)

## N
- Franz Ernst Neumann (1798 – 1895)